# Kati Kovács
Kati Kovács, egentligen Marje Katalin Kovács (född 26 december 1963), är en finländsk serieskapare. Hon har gett ut album på finska, svenska, tyska, franska och ungerska. Kovács har vunnit flera seriepriser, bland annat 1998 Urhunden för 1997 års bästa översatta album. Sedan 1986 är hon bosatt i Rom, Italien.

## Biografi
Kati Kovács föddes 1963 i London, Storbritannien, av finländska föräldrar (hennes farfar är dock ungrare, därav efternamnet). Hon växte upp i Finland och blev tidigt intresserad av teckning. Redan som nioåring fick hon sin första teckning publicerad, i en barntidning dit hon skickat in sitt bidrag. 1982 besökte hon för första gången Italien, för att gå på skola och lära sig italienska. 1986 kom Kovács tillbaka till Italien – för gott. Hon hade förälskat sig i en italienare (han arbetade som hundtränare) och bosatte sig med honom i Rom. De fick därefter två barn ihop.
1989 publicerade sig Kati Kovács som serieskapare för första gången, i tidningen Kannus. Till tidningen hade hon redan tolv (!) år tidigare skickat in serier som då aldrig publicerats. Kovács kom med fler publiceringar att bli del av 1990-talets nya finländska serievåg, som till vissa delar översatts till svenska hos bland andra Optimal Press.
Hennes debutalbum kom 1994 på finländska förlaget Like, som i stort sett gav henne fria händer. Resultatet blev Vihreä rapsodia (på svenska Grön rapsodi), en vilt surrealistisk reseskildring där den tioåriga Kiti åker till Ungern för att besöka sin brevvän Érika. Väl där råkar hon ut för en uppsjö av märkliga uppenbarelser och episoder, inklusiva nakna mongoler (som frågar efter biljetten), talande hundar och en högst märklig cirkus. Huvudpersonen Kiti minns i berättelsen en del av det Ungern som Kovács själv besökte i stort sett varenda sommar under ungdomen – farfar var ju ungrare. Någon självbiografi är serien emellertid långtifrån – "Nä, jag kallades alltid Kati!"
Grön rapsodi, med sina tanter som bor i fontäner och drömlikt konstiga biljettkontrollanter, satte modellen för Kati Kovács' serieskapande. Sedan debuten har hon kommit med ett tiotal album, varav hälften blivit översatta till svenska. Albumutgåvor har även kommit på franska, tyska och ungerska, och inklusive diverse tidningspubliceringar har hennes serier synts i ett tiotal europeiska länder. Två av albumen har manus av Pauli Kallio, en finländsk serieförfattare ur Kovács' generation som även skrivit ett flertal seriemanus åt namn som Ville Pirinen och Tiitu Takalo.

## Stil
Kati Kovács' personliga berättarstil har kallats för "magisk realism och svart humor", "surrealistisk saga med självbiografiska ingredienser" och "drömska, surrealistiska serier med sexuellt laddade scener och betraktande utanförskap". Teckningsstilen har en bitsk satirisk udd, snarlikt tyska skämttecknare eller anglosaxiska namn som Ronald Searle, Gerald Scarfe och Ralph Steadman. Som liten läste Kovács både serier och böcker, och hennes största favorit i böckernas värld var Pippi Långstrump…
| ”                    | Pippi! Jag tyckte väldigt mycket om Pippi. Hon gjorde ju precis som hon ville! | „ |
| – Kati Kovács, 1995, |                                                                                |   |

Kovács' satir slår åt alla håll. De vassa skildringarna av kvinnligt beteende förklarar hon med att hon som kvinna själv kan beskriva kvinnor mer korrekt. Hon kan å andra sidan försöka föreställa sig hur män känner, men hon kan inte gå in i dem på riktigt.

### Album
Originalutgivningen (på finska) ligger först, sekundärutgivning därinunder med indragen text. Albumutgåvorna på svenska är i fetstil.
- 1994 – Vihreä rapsodia, Like
  - 1995 – Grön rapsodi, Optimal Press (svenska)
  - 2009 – Paprikás rapszódia (ungerska)[6]
- 1996 – Karu selli, Like
  - 1997 – Karu cell, Optimal Press (svenska)
  - 1998 – Karussell, Schreiber & Leser (tyska)[7]
- 2001 – Pahvilapsi, Like
  - 2002 – Kartongbarnet, Optimal Press (svenska)
  - 2003 – Sirkka, la petite fille des rues, Éditions de l'An 2 (franska)
- 2001 – Minne matka Laura Liha, Suomen yrityslehdet[8]
- 2003 – Miestennielijäksi sirkukseen, Arktiken Banaani (samlingsalbum med kortare serier)
  - 2004 – Mansslukerska på cirkus, Optimal Press (svenska)
- 2004 – Josef Vimmatun tarina, Arktinen Banaani[9]
- 2004 – Onnen lahjat, Arktiken Banaani (manus av Pauli Kallio)
- 2007 – Väritetyt unet, Arktiken Banaani (manus av Pauli Kallio)
- 2008 – Viidakkonaisena Vatikaanin varjossa, Arktinen Banaani[10]
- 2009 – Onnen lahjat 2: Tappele kuin mies! (manus av Pauli Kallio)
- 2010 – Kuka pelkää Nenian Ahnavia?, Arktinen Banaani
  - 2012 – Vem är rädd för Anniv Klammag?, Optimal Press (svenska)

### Övriga publiceringar på svenska/i Sverige
- 1994 – RefleXerier (antologi)
- 1994 – Magasin Optimal 1/94 (antologi)
- 1997 – Gare du Nord, (fyra sidor, Tago/SeriNord)
- 2000 – Bild & Bubbla 4/2000 (omslag)
- 2004 – Allt för konsten 5 (antologi)

## Utmärkelser
- 1998 – Urhunden (för bästa översatta seriealbum)[11]
- 1999 – Kalle Träskalle-hatten, Finland[12]
- 2001 – Kemi Grand Prix (för bästa strippserie)[13]
- 2004 – Lempi Grand Prix, Finland[12]